# 美術展覧会
美術展覧会（びじゅつてんらんかい、英: exhibition、仏: exposition）は、美術作品を一定期間公開展示する形式の展覧会である。

## 概要
広義には王侯貴族などによる個人収蔵美術品の公開、美術館、博物館各々の所蔵品常設展示も含まれる。不特定多数の鑑賞者を対象としつつ啓蒙を目的としたもの、主催団体の自発的に催されるグループ展などのほか、出展物の競売を目的としたものも含まれる。また、プロを目指す若手芸術家の登竜門、一般市民の文化活動の成果発表の場など開催主体や目的においても多様な種類がある。展示を通して来場者に鑑賞を求め、また作品の評価を求めている。

## 定義
八田典子によれば、展覧会の基本的性格とは、「明確な意図を持って構成された、不特定多数の人々を対象とした、一般的に複数の美術作品による展示会」であるという。「明確な意図」とは、開催主体による美術展覧会の目的であり、どのような作品をどのような整理配列によってどのように見せるのかという、担当者のクリエイティヴな意思でもあるこれは、美術展覧会のテーマやタイトル、図録の内容、実際のディスプレイを通して明らかにされる。さらに、「不特定多数の人々を対象とする」ことは、つまり「公共性」を有しているということである。また、「展覧」の基本的意味は、作品等を並べて見る（見せる）ということであるため、「展覧会」と言う時には、通常、複数の作品によって構成された鑑賞の機会を指す。「明確な意図」と「公共性」の度合いはそれぞれのケースに応じて異なる。

## 種類
個展、グループ展（団体展）、公募展、企画展（特別展）、常設展、所蔵作品展、国際展といった多様な種類がある。

## 歴史
美術展覧会の原型は縁日や市場などで創作物を列挙し閲覧者がそれを鑑賞した上で購入を選択するといった形の展覧に求められ、オランダやイタリアでは16世紀から17世紀にかけてギルド主催の美術展覧会が開催された記録が残っている。これら競売を目的とした展覧会の系譜上にあり現代にも続いているものとしてはサザビーやクリスティーズの競売展が該当する。
こういった美術展覧会は後に王侯貴族が組織した芸術アカデミー主催の会員限定展覧会となり、また19世紀以降には各国共通事情として広く一般庶民の優れた美術作品を審査、展示する公募展といった形式に変遷し、やがて民間団体や個人のグループ展、個展といった形式も成立、隆盛している。

### 近代的「展覧会」の誕生
一般的にイメージされる美術展覧会は、「美術館」と同様に、西欧において近代以降に確立された。その背景には、芸術概念の成熟、啓蒙思想の普及とフランス革命の勃発に伴う人々の意識と社会体制の変革が挙げられる。革命を経たフランスで1793年にルーヴル美術館が開館された。王侯貴族の私的コレクションを公開するという、今で言うコレクション展や常設展に当たる「展覧会」の開始であった。
過去の作品の公開ではなく、同時代の作家たちの新作発表の場であったサロンもまた、代表的な近代的「展覧会」である。

## 各国の美術展覧会

### 日本
日本では1872年（明治5年）に文部省博物館主催、東京の湯島聖堂で開催された古美術品、工芸品、絵画展が最初の政府主催美術展覧会（官展）である。民間団体による美術展覧会としては1875年（明治8年）に画塾の彰技堂分室が開催した油彩・水彩絵画展覧会が初である。
- 日展 - 1907年（明治40年）開始、当初政府主宰の官展として始まり、1958年（昭和36年）より民間美術展覧会となっている日本最大規模の公募展[10]。
- 二科展 - 1914年（大正2年）に文展（現：日展）より分派独立した二科会が主催する美術展覧会[11]。

### フランス
- サロン・ド・パリ - 1667年開始の官展[4]。当初会員作品限定美術展覧会として開始され、フランス革命以降は公募展[4]。
- アンデパンダン展 - サロン・ド・パリに対抗して開催が始まった無審査・無選考の自由出品展[4]。

### イギリス
- ロイヤル・アカデミー・オブ・アーツ（王立芸術院） - 1769年開校の国立美術学校で、併設美術館で年次美術展が開催されている[4][12]。

### 国際美術展
- ビエンナーレ - 一般的に隔年制美術展覧会として2年おきに開かれる国際美術展。ビエンナーレにはコンクール形式のものとそれ以外の区別がある[13]。中でもイタリアのヴェネツィア、ブラジルのサンパウロ、フランスのパリで開催されるものが国際美術展として特に有名とされ[13]、ヴェネツィア・ビエンナーレは100年近い開催歴を持つ[13]。
- トリエンナーレ - 3年に1度開かれる国際美術展。インド開催のものとイタリアのミラノで開かれるミラノ・トリエンナーレが著名である[14]。